# Château de Gléon
Le château de Gléon est un château situé à Villesèque-des-Corbières, dans l'Aude, en région Occitanie.

## Historique
Le site du château de Gléon est occupé depuis au moins le VIe siècle, ce dont témoigne la présence de la chapelle de Gléon de cette époque sur le domaine. Elle est par ailleurs dédié à la "Vierge de Gléon".
Le château primitif date de 1223, et a été construit par la famille de Treilhes, à la suite de la donation du domaine de Gléon par le vicomte de Narbonne Aymeri III (le 30 avril 1223). La famille de Treilhes a par ailleurs pris le nom de "famille de Gléon" à cette époque. Le château a été remanié à travers les siècles.
De par sa position, il défend l'accès du massif des Corbières. Pour cette raison il a été assiégé par les Espagnols en 1503,. En avril 1750, Jean-Baptiste de Treilhes devient marquis. Après avoir passé la Révolution française paisiblement, le dernier marquis de Gléon est assassiné sur ses terres le 12 novembre 1830, tout comme son fils. 
Après sa vente en 1861, le domaine est scindé en deux. En 1991, la partie haute du site est racheté pour en faire un domaine viticole et de locations de salles, qui prendra le nom de "Château du Haut-Gléon". L'autre partie du site est elle aussi un domaine viticole du nom de "Château Gléon-Montanié".